# Фрузеві
Фрузеві (Prioninae) — невелика реліктова підродина з родини жуків-вусачів, розповсюджених по всій Землі за винятком Арктики і Антарктики. Це, зазвичай, жуки великих розмірів — 20-180 мм, забарвлені у бурі, коричневі та чорні тони. Активні у присмерку та вночі, часто прилітають на світло. До підродини Фрузевих належать найбільші на Землі жуки — вусач-титан гігантський та вусач-великозуб оленерогий.
У викопному стані найдавніший достовірний представник Фрузевих — Cretoprionus liutiaogouensis — відомий із раннього крейдового періоду мезозойської ери.

## Молекулярна філогенія
Ревізія підродини Фркзеві була здійснена на основі молекулярних методів за мітохондрієвими генами 12S rRNA, 28S rRNA, СОІ і ядрового гену гістону ІІІ у 2013-му році. Відповідно до молекулярних даних підродина Фрузеві є монофілетичною і включає у себе колишню підродину Parandrinae, яку тепер розглядають у ранзі триби.

## Морфологія

### Імаго

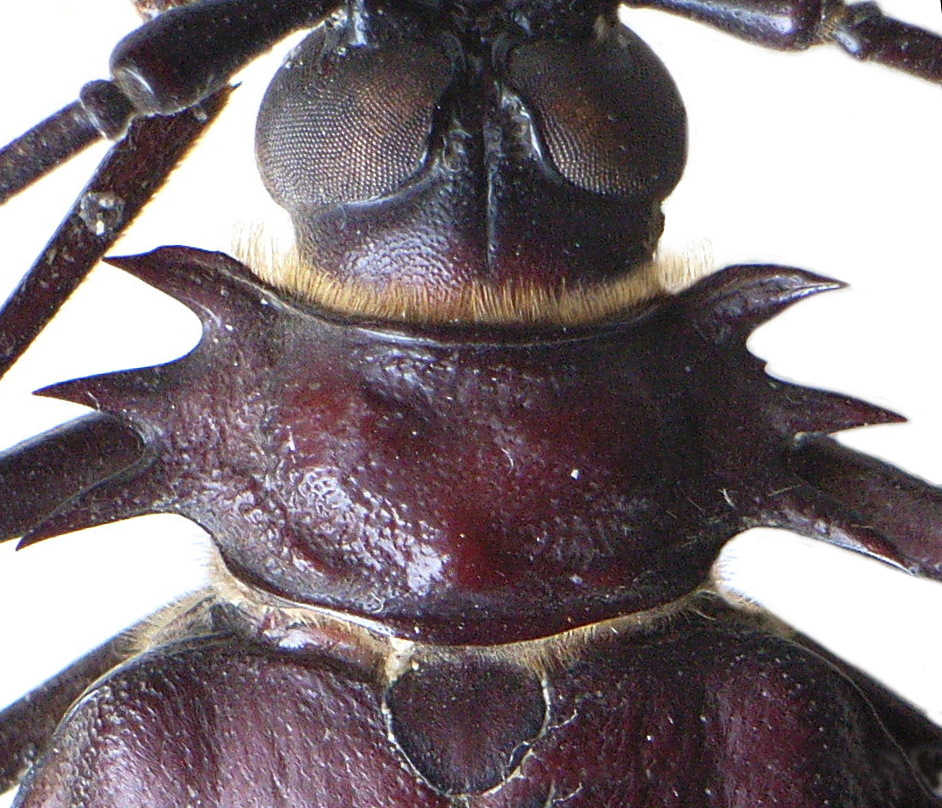
Голова та передньоспинка Derobrachus sp.

Голова спрямована прямо вперед або під невеликим кутом донизу, позаду скронь без шиєподібної перетяжки. верхня губа слабо розвинена і погано помітна. Внутрішня лопать нижніх щелеп є зачатковою. Язичок (ліґула) роговий. Очі, як правило, глибоко виїчасті або ниркоподібні. Вусики голі, без волосяного опушення, їх основи наближені до щелеп, а не до очей (виняток триба Рівноніжцеві (Meroscelisini)), як у інших підродин вусачів. Вусики самців, здебільшого, довші, ніж у самок, і часто цілком іншої будови. Передньогруди мають загострений бічний край, часто із окремими зубцями чи шипами. На передніх гомілках відсутня поздовжня борозенка. Третій членик лапок розділений на двоє — дволопатевий. Передні тазики є дуже поперечними, що не характерно для інших підродин, а між ними розташовується широкий передньогрудний виріст, що у інших таксонів або цілком редукується, або представлений лише вузькою перегородкою. Середні тазикові впадини відкриті.

### Личинка

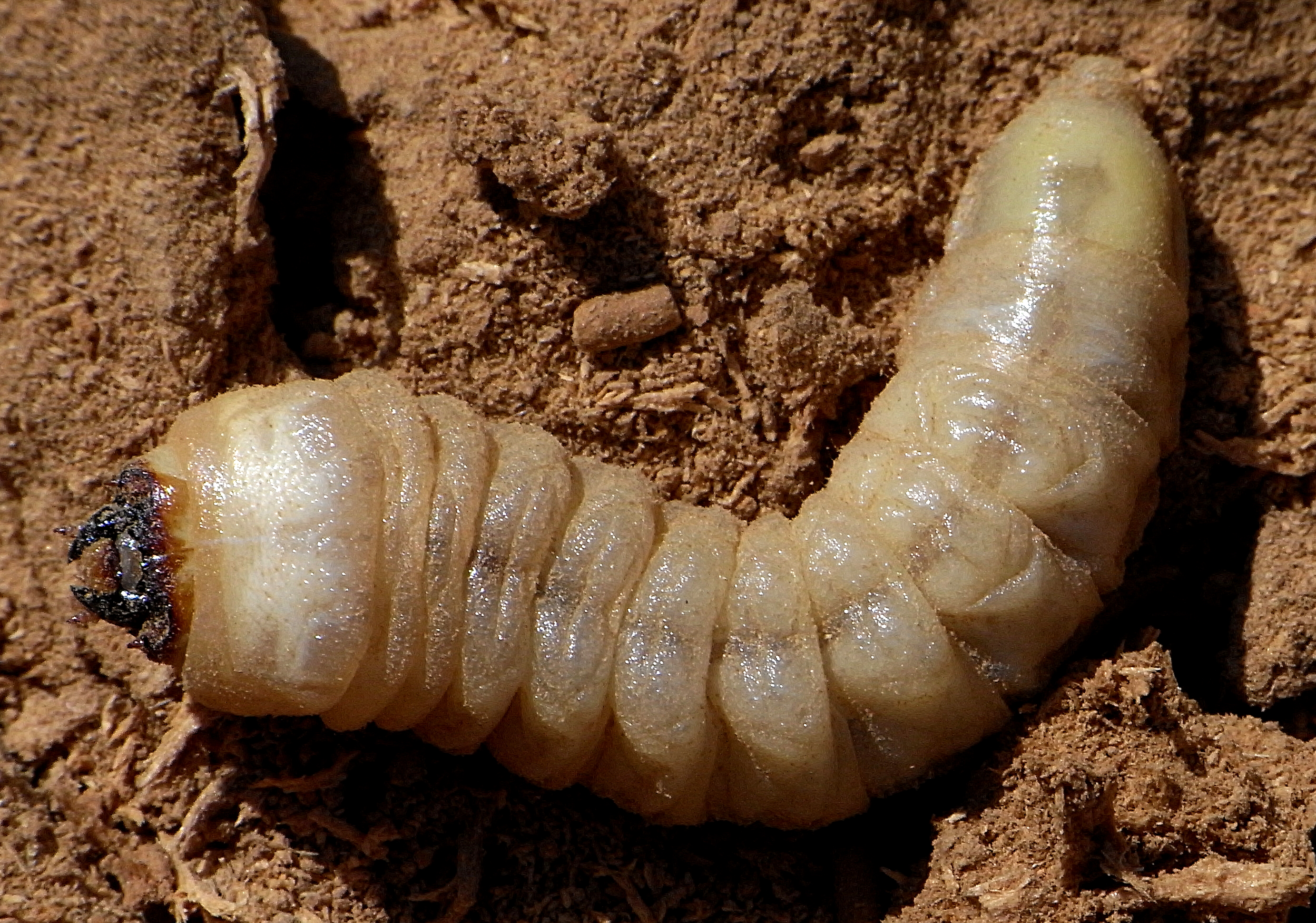
Личинка Пиляра смоляного Ergates faber (Linnaeus, 1761)

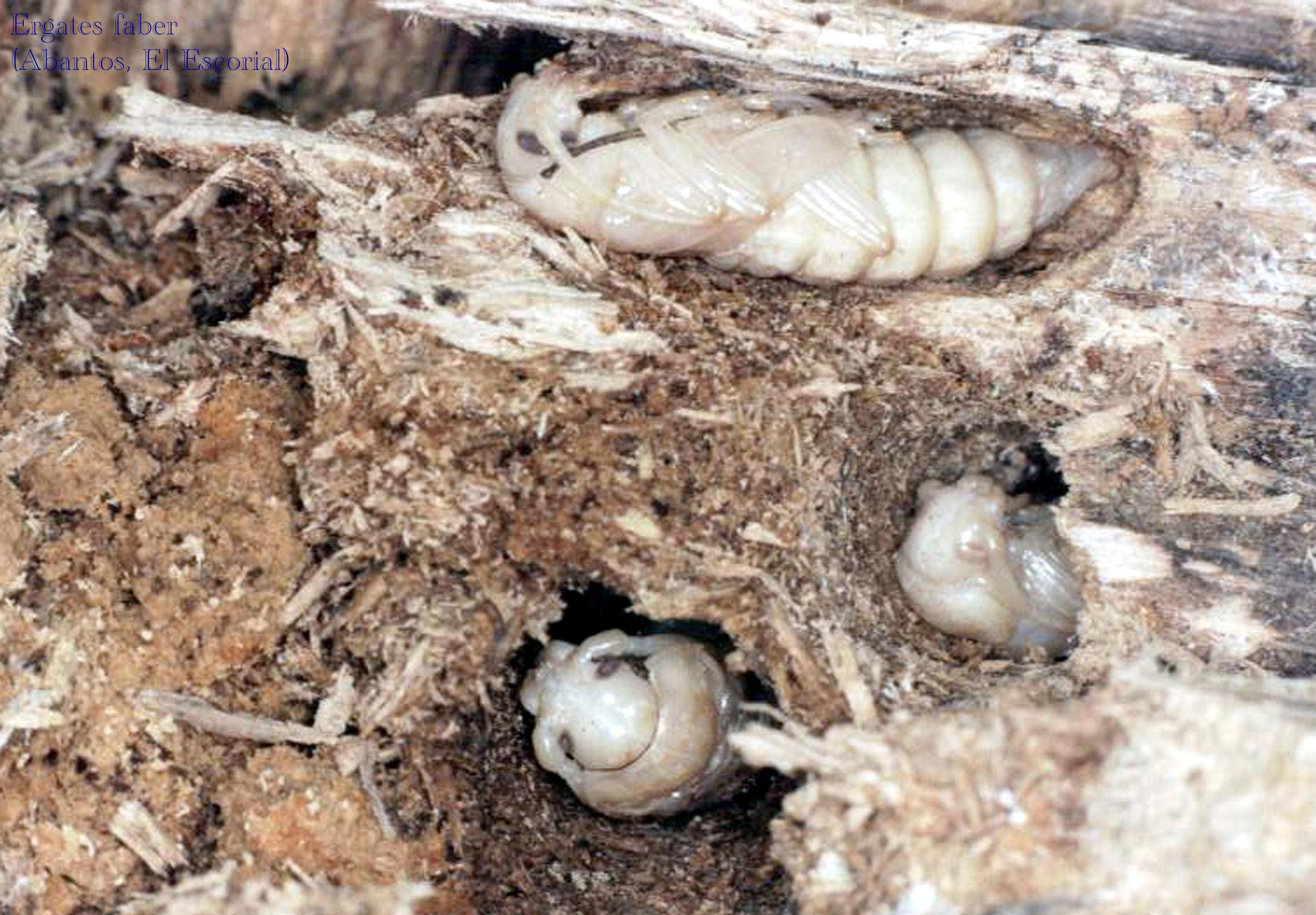
Лялечки Пиляра смоляного Ergates faber (Linnaeus, 1761)

Тіло личинки великих або дуже великих розмірів — 90-210 мм завдовжки і 15-18 мм завширшки.
Голова трапецієподібна, більш, ніж на половину, втягнена у передньогруди, із сильно склеротизованим переднім краєм. Скронево-тім'яні долі з'єднані довгим швом, кожна з них окремо заокруглена позаду. Потилицевий отвір розділений навпіл широким містком. На передньому краї лобу наявні два поперечні кілеподібні вирости: нижній (над наличником) і верхній, між ними наявно 6 епістомальних щетинок. Наличник широкотрапецієподібний; верхня губа товста, склеротизована, вкрита грубими щетинками при основі, серцеподібної або півмісяцевої форми. Ґула дуже коротка. Мандибули великі і товсті, їх внутрішній гострий край з трьома косими кілями. Щупальця короткі, конічні. Лябіомаксилярний комплекс причленяється до доголовної капсули містком, що ледь ширший за ширину ґули. Вусики дво- або тричленикові, на другому членику відсутні сенсили. На щоках розміщується три пари великих основних та кілька дрібних простих вічок.
Тіло. Пронотум широкий, облямований глибокими латеральними борозенками, зморшкуватий та вкритий дрібними щетинками. Позаду нього чітко проглядається постнотум. Терґіти середньо- та задньоспинок вкриті густими Х-подібними борозенками. Велике дихальце середньогрудей зміщено до передньогрудей. Ноги чотиричленикові, добре розвинені.
Черевце 9-ичленикове з добре розвиненими дорзальними та вентральними мозолями на терґітах і стернітах. На мозолях проглядаються дві довгі поперечні борозенки посередині, та дві короткі поздовжні — з країв. На дев'ятому членику відсутній шип або гачкоподібний виріст, який наявний у інших підродин. Анальний отвір трипроменевий.

## Розмаїття
Станом на 2021-й рік було відомо 1181 вид Фрузевих (включно із 123-а видами колишньої підродини Parandrinae)
У фавні України підродина Фрузеві представлена п'ятьма видами, родами і трибами, включаючи:
- Пиляр смоляний – Ergates faber (Linnaeus, 1767)
- Сікун М'ярдів – Prinobius myardi Mulsant, 1842
- Козорожець зерновусий – Aegosoma scabricornis (Scopoli, 1763)
- Волохатик трачів – Tragosoma depsarium (Linnaeus, 1767)
- Фруз звичайний – Prionus coriarius (Linnaeus, 1758)

## Триби
1. Acanthophorini Thomson, 1864
2. Козоріжцеві[1] — Aegosomatini Thomson, 1860
3. Anacolini Thomson, 1857
4. Cacoscelini Thomson, 1861
5. Файнобородцеві[1] — Callipogonini Thomson, 1860
6. Calocomini Galileo & Martins, 1993
7. Cantharocnemini Thomson, 1861
8. Catypnini Lacordaire, 1868
9. Closterini Lacordaire, 1869
10. Eurypodini Gahan, 1906
11. Hopliderini Thomson, 1864
12. Довгунцеві[1] — Macrotomini Thomson, 1860
13. Mallaspini Thomson, 1860
14. Mallodontini Thomson, 1860
15. Рівноніжцеві[1] — Meroscelisini Thomson, 1860
16. Osphryonini Jin & al., 2023
17. Фрузцеві[1] — Prionini Latreille, 1802
18. Rhipidocerini Jin & al., 2023
19. Solenopterini Lacordaire, 1869
20. Tereticini Lameere, 1912

## Фотогалерея

Титан велетенський (Titanus giganteus (Linnaeus, 1771)
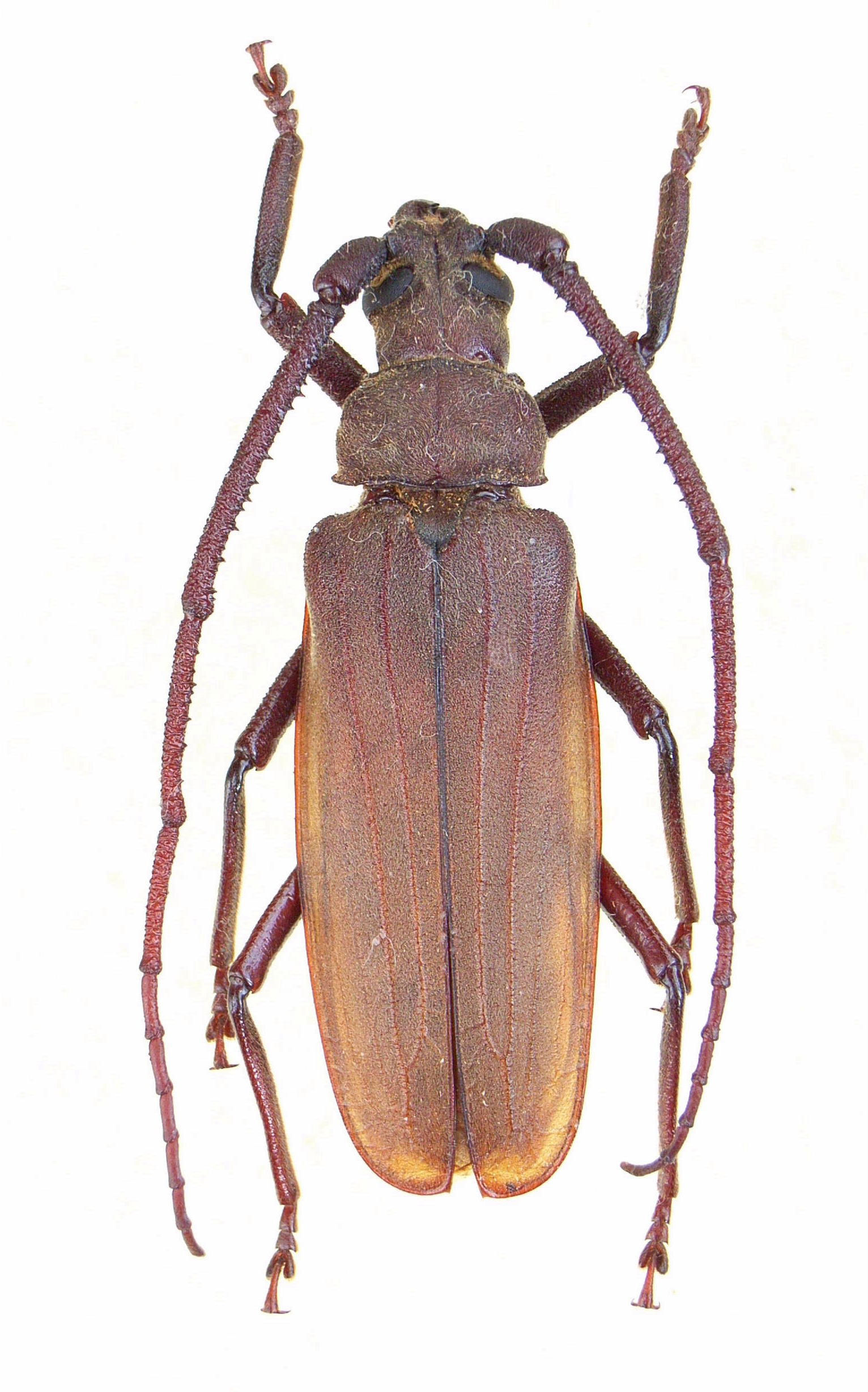
Козорожець зерновусий (Megopis scabricornis Scopoli, 1763)
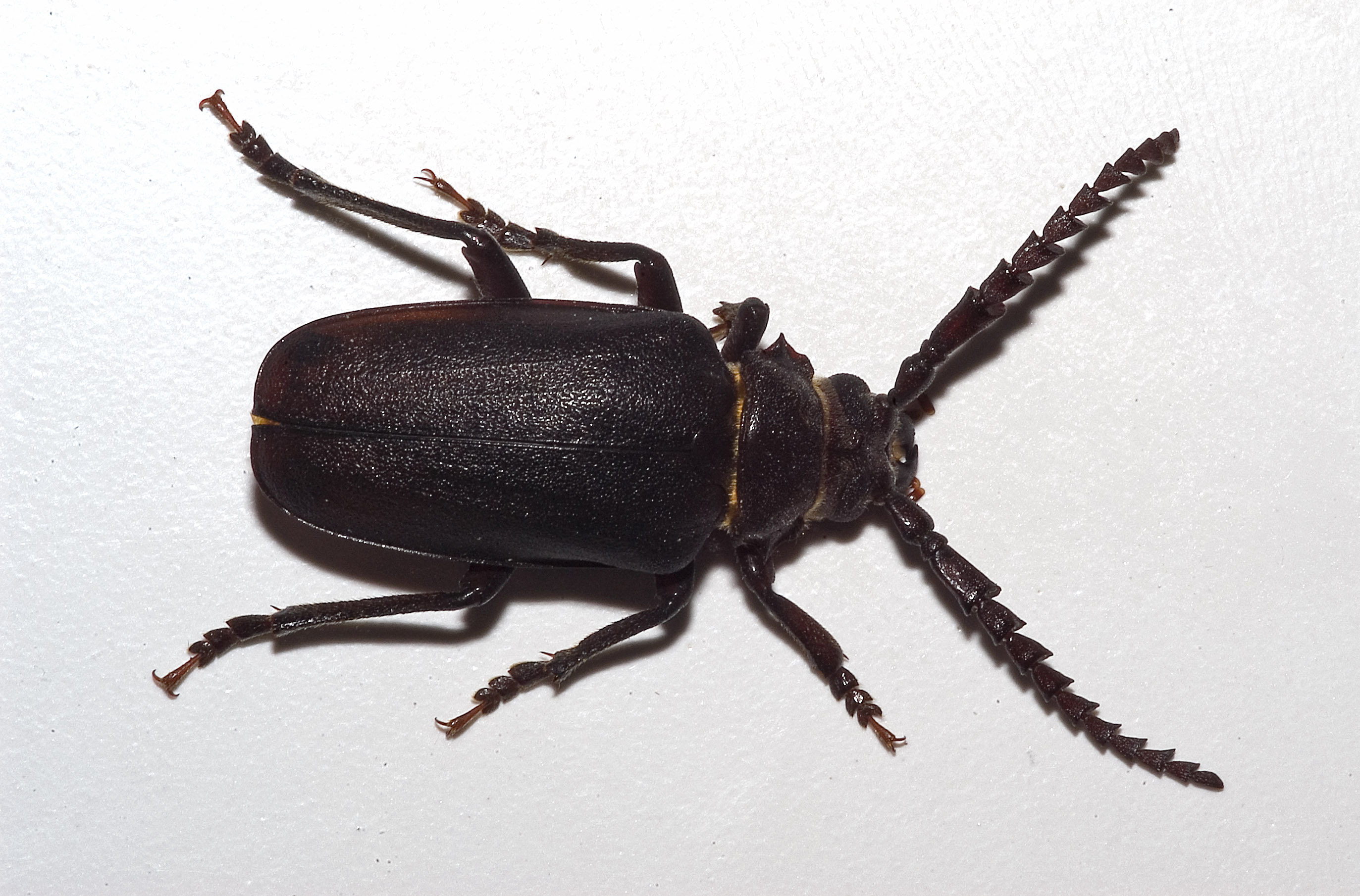
Фруз звичайний (Prionus coriarius Linnaeus, 1758)
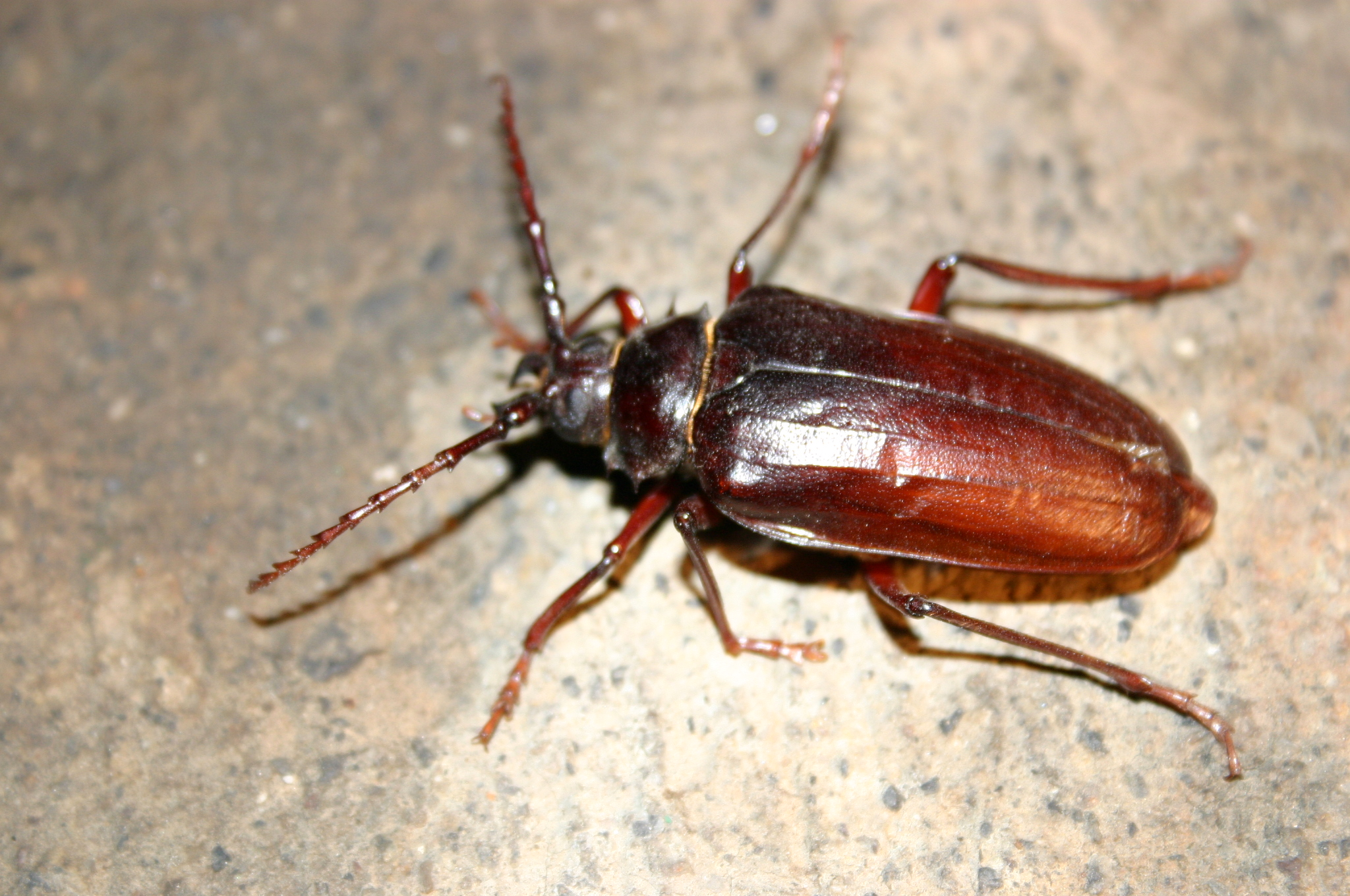
Фруз каліфорнійський (Prionus californicus Motschulsky, 1845)